# Лятифе Шиковска
Лятифе Шиковска (на македонска литературна норма: Љатифе Шиковска) е циганска активистка и политик от Северна Македония.

## Биография
Родена е на 13 август 1960 година в град Гостивар, тогава в Социалистическа федеративна република Югославия, но е от Шуто Оризари и по произход е циганка. Завършва физическа култура в Скопския университет и работи като учителка. Дълги години е директорка на неправителствената оргиназация „Амбрела“, бореща се за правата на циганите. На 15 юли 2020 година е избрана за депутат от Социалдемократическия съюз на Македония в Събранието на Северна Македония. Шиковска е единствената циганка, избрана на тези избори.